# Clubmaster

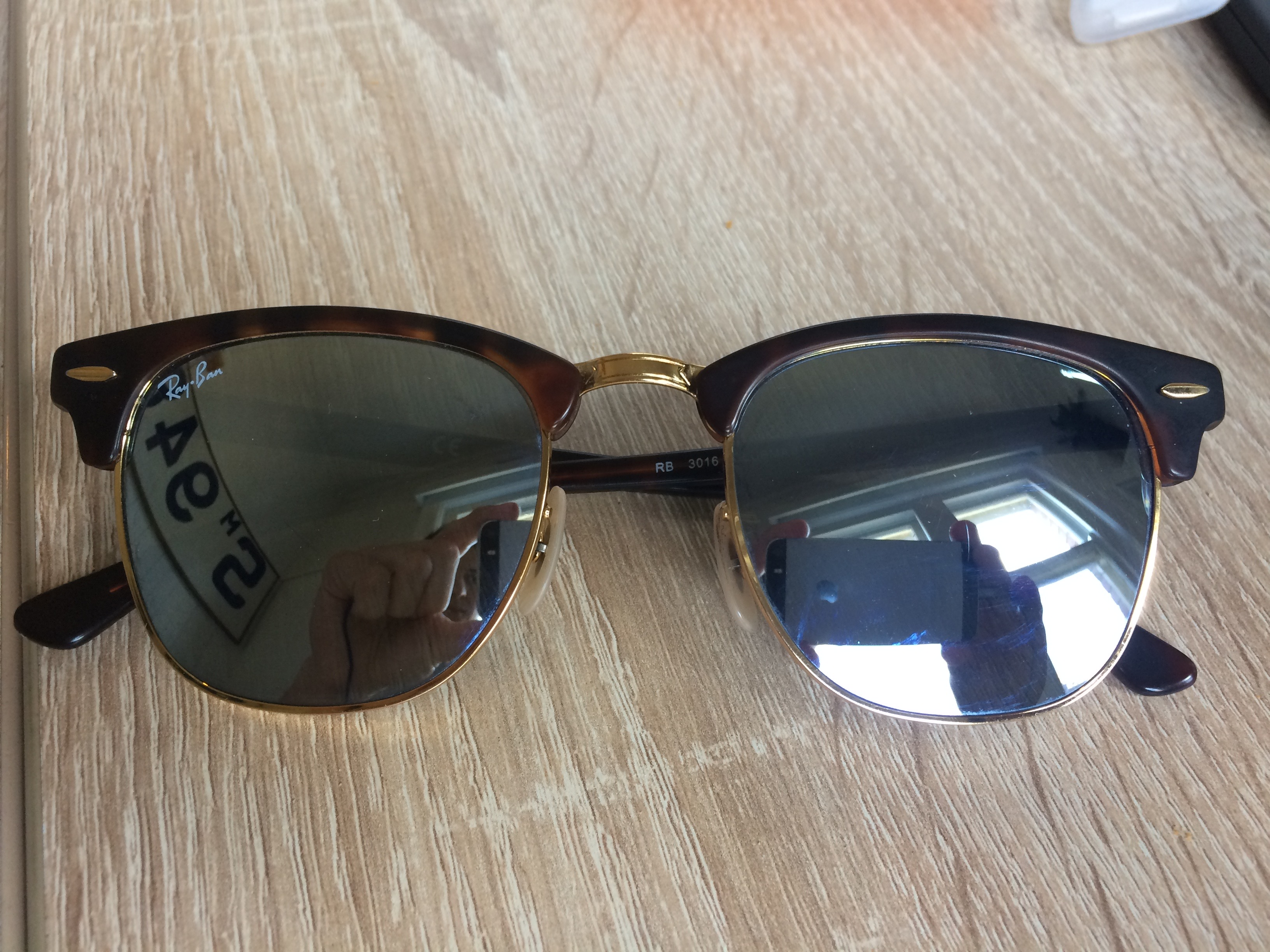
Ray-Ban Clubmaster con lenti scure

Clubmaster è una tipologia di occhiali sia da vista che da sole prodotta dall'azienda Ray ban.

## Descrizione
I Clubmaster furono un modello di occhiali molto in voga dagli anni '50 agli anni '80. Preferiti dalla borghesia degli anni '70, vennero indossati da personaggi ed intellettuali molto popolari all'epoca come Malcom X. È da molti considerato uno dei modelli di occhiali più popolari, come il Wayfarer e l'Aviator.
I Clubmaster furono usati inoltre in molti lungometraggi come "Il talento di Mr Ripley" da Matt Damon, in "Prova a prendermi" da Tom Hanks, in "Un giorno di ordinaria follia" da Michael Douglas, in "Malcom X" da Denzel Washington, in "JFK, un caso ancora aperto" da Kevin Costner e in “Le iene” da Tim Roth.